# Dリンク
D-Link Corporation（TWSE: 2332）は、台湾の情報通信機器メーカー。
『Globaly Local』 コンセプトの元、各国ごと(66カ国/189拠点)の販売/製品/採用戦略を展開。
『Building Networks for People』の理念の元、個人、企業、キャリアネットワークまで、あらゆる規模のユーザーに、
高品質のコンピュータネットワーキングソリューションをもたらすことを使命として、1986年に台湾で設立。
設立以来30年以上にわたり、D-Linkは、数々の受賞歴のあるネットワーク製品およびサービスについて、広範なサービスポートフォリオを持つグローバル企業。
約600以上の製品を年間3,000万台以上世界各国に向けて出荷している。